# جبل النبي صالح
جبل النبي صالح هي قمة جبلية من جبال الساحل السوري تقع على بعد 52 كلم من مدينة طرطوس في سوريا.

## وصفه
سمي الجبل باسم النبي صالح، وتبلغ أعلى قممه 1200 م فوق سطح البحر ويمتد على مساحة 100 هكتار ضمن منطقة صافيتا. يتميز بانتشار الغطاء النباتي من شجر الزعرور، الخرنوب، السنديان، الآس، القطلب، الغار و العديد من الأنواع الأخرى.